# Cronus Glacier
Cronus Glacier är en glaciär i Antarktis. Den ligger i Västantarktis. Argentina, Chile och Storbritannien gör anspråk på området. Cronus Glacier ligger 245 meter över havet.
Terrängen runt Cronus Glacier är huvudsakligen kuperad, men åt nordost är den platt. Trakten är obefolkad. Det finns inga samhällen i närheten.